# Гарнер, Кенни
Ке́нни Га́рнер (англ. Kenny Garner; 6 января 1975) — американский боец смешанного стиля, выступает на профессиональном уровне начиная с 2008 года. Известен по выступлениям на турнирах организации M-1 Global, в течение двух лет владел титулом чемпиона М-1 в тяжёлой весовой категории (2011—2013), победитель американского турнира M-1 Selection.

## Биография
Кенни Гарнер родился 6 января 1975 года. В молодости играл в американский футбол, в основном на защитных позициях лайнбекера и ноуз тэкла, однако не добился в этом виде спорта сколько-нибудь значимых результатов. Прозвище Двойка (англ. Deuce) получил ещё до начала бойцовской карьеры, подравшись в баре и нокаутировав своего противника комбинацией из двух ударов.
Активно заниматься смешанными единоборствами начал в городе Порт-Сент-Луси, штат Флорида, присоединившись к местному отделению известной бойцовской команды American Top Team. На профессиональном уровне дебютировал в ММА в 2008 году, победив своего соперника единогласным решением судей. Тем не менее, начало его карьеры складывалось не очень удачно, из четырёх первых боёв два он проиграл. При этом нокаутировал довольно известного американского бойца Шона Джордана. 
В 2010 году принял участие в отборочном турнире M-1 Selection в Атлантик-Сити, последовательно одержал победу над всеми тремя соперниками в четвертьфинале, полуфинале и финале. Став победителем селекции, подписал контракт с организацией M-1 Global и удостоился права побороться за впервые разыгрываемый титул чемпиона в тяжёлой весовой категории. В титульном бою дрался против грузина Гурама Гугенишвили, победителя таких же отборочных соревнований в Восточной Европе — во втором раунде Гугенишвили поймал Гарнера в «гильотину» и начал душить, в результате чего тот потерял сознание, и была зафиксирована техническая сдача.
Поскольку в 2011 году Гугенишвили получил травму и не мог защищать выигранный чемпионский пояс, был разыгран титул временного чемпиона, при этом претендентами стали Кенни Гарнер и россиянин Максим Гришин. В итоге Гарнер сильно избил Гришина и одержал досрочную победу в пятом раунде. Полученный титул временного чемпиона он впоследствии защитил в бою с Магомедом Маликовым, отправив того в нокаут.
Когда в 2012 году Гугенишвили восстановился от травмы, между ним и Гарнером состоялся бой за звание полноценного чемпиона M-1 Challenge в тяжёлом весе. На сей раз американский боец выглядел предпочтительнее, в третьем раунде нанёс множество сильных ударов, в результате чего у Гугенишвили на лице образовалась большая гематома с рассечением, и присутствовавший на турнире врач принял решение остановить поединок. В декабре того же года между ними прошёл ещё один матч-реванш, Гарнер вновь был лучшим, победив техническим нокаутом.
В 2013 году в карьере Гарнера началась серия неудач, он проиграл четыре боя подряд. Решением судей дважды признавался проигравшим в противостоянии с представителем Латвии Константином Глуховым, опять же решением проиграл россиянину Шамилю Абдурахимову. Лишился и чемпионского титула, уступив его поляку Дамиану Грабовскому — тот в третьем раунде провёл удушение «треугольником».
Несмотря на множественные неудачи, Кенни Гарнер продолжил выступать в смешанных единоборствах, в Америке победил двух местных малоизвестных бойцов. В конце 2014 года на турнире М-1 в Китае встречался с титулованным российским тяжеловесом Сергеем Харитоновым и проиграл ему техническим нокаутом. В феврале 2015 года в Грузии дрался с чемпионом мира по поднятию тяжестей одной рукой Асланбеком Мусаевым, победив его с помощью удачно проведённого удушающего приёма «треугольником». Победу Гарнер посвятил погибшему в автокатастрофе Гураму Гугенишвили.

## Статистика ММА (17-10)
| Результат | Рекорд | Соперник           | Способ                                  | Турнир                                      | Дата             | Раунд | Время | Место                   | Примечание |
| --------- | ------ | ------------------ | --------------------------------------- | ------------------------------------------- | ---------------- | ----- | ----- | ----------------------- | ---------- |
| Победа    | 17-10  | Оскар Дельгадо     | Сдача                                   | Fight Time 36                               | 7 апреля 2017    | 1     | 0:41  | Форт-Лодердейл, США     |            |
| Поражение | 16-10  | Денис Смолдарев    | Единогласное решение судей              | M-1 Challenge 69                            | 16 июля 2016     | 3     | 5:00  | Таргим, Россия          |            |
| Поражение | 16-9   | Сергей Харитонов   | Технический нокаут ударами руками       | M-1 Challenge 59. Битва номадов 5           | 3 июля 2015      | 1     | 4:11  | Астана, Казахстан       |            |
| Победа    | 16-8   | Уильям Хоффман     | Технический нокаут ударами руками       | Fight Time 24. MMA Kings                    | 3 апреля 2015    | 2     | 1:30  | Форт-Лодердейл, США     |            |
| Победа    | 15-8   | Асланбек Мусаев    | Удушающий приём «треугольник» руками    | M-1 Challenge 55. Памяти Гурама Гугенишвили | 21 февраля 2015  | 2     | 2:50  | Тбилиси, Грузия         |            |
| Поражение | 14-8   | Сергей Харитонов   | Технический нокаут (остановка врачом)   | M-1 Challenge 53. Битва в Поднебесной       | 25 ноября 2014   | 3     | 2:01  | Пекин, Китай            |            |
| Победа    | 14-7   | Скотт Барретт      | Раздельное решение судей                | Titan Fighting Championship 31              | 31 октября 2014  | 3     | 5:00  | Тампа, США              |            |
| Победа    | 13-7   | Мэтт Ковач         | Болевой приём рычаг локтя               | House of Fame: A New Dawn                   | 6 сентября 2014  | 2     | 2:08  | Джэксонвилл, США        |            |
| Поражение | 12-7   | Шамиль Абдурахимов | Решение судей                           | M-1 Challenge 49: Битва в горах             | 7 июня 2014      | 3     | 5:00  | Ингушетия, Россия       |            |
| Поражение | 12-6   | Константин Глухов  | Решение судей                           | M-1 Challenge 46                            | 14 марта 2014    | 3     | 5:00  | Санкт-Петербург, Россия |            |
| Поражение | 12-5   | Дамиан Грабовский  | Удушающий приём «треугольник» руками    | M-1 Challenge 44. Гарнер против Грабовского | 30 ноября 2013   | 3     | 2:30  | Тула, Россия            |            |
| Поражение | 12-4   | Константин Глухов  | Раздельное решение судей                | M-1 Challenge 38. Весенняя битва            | 9 апреля 2013    | 3     | 5:00  | Санкт-Петербург, Россия |            |
| Победа    | 12-3   | Гурам Гугенишвили  | Технический нокаут ударами руками       | M-1 Challenge 36. Противостояние в Мытищах  | 8 декабря 2012   | 4     | 0:00  | Мытищи, Россия          |            |
| Победа    | 11-3   | Гурам Гугенишвили  | Технический нокаут (остановка врачом)   | M-1 Global. Фёдор против Риззу              | 21 июня 2012     | 3     | 5:00  | Санкт-Петербург, Россия |            |
| Победа    | 10-3   | Магомед Маликов    | Нокаут ударами руками                   | M-1 Challenge 32. Гарнер против Маликова    | 16 мая 2012      | 3     | 3:31  | Москва, Россия          |            |
| Победа    | 9-3    | Джон Браун         | Болевой приём рычаг локтя               | Atlas Fights: Cage Rage 11                  | 4 мая 2012       | 2     | 4:44  | Билокси, США            |            |
| Победа    | 8-3    | Максим Гришин      | Сдача ударами руками                    | M-1 Challenge 27: Магальяйнш против Зайца   | 14 октября 2011  | 5     | 4:07  | Финикс, США             |            |
| Победа    | 7-3    | Пэт Беннетт        | Нокаут ударом рукой                     | M-1 Challenge 26: Гарнер против Беннетта 2  | 8 июля 2011      | 2     | 1:15  | Коста-Меса, США         |            |
| Победа    | 6-3    | Дэнни Локхарт      | Нокаут ударами руками                   | AOF 12: Static                              | 2 апреля 2011    | 1     | 2:52  | Джэксонвилл, США        |            |
| Поражение | 5-3    | Гурам Гугенишвили  | Техническая сдача удушение «гильотиной» | M-1 Challenge 21. Гурам против Гарнера      | 28 октября 2010  | 2     | 0:54  | Санкт-Петербург, Россия |            |
| Победа    | 5-2    | Пэт Беннетт        | Технический нокаут ударами руками       | M-1 Selection 2010. The Americas Finals     | 18 сентября 2010 | 1     | 2:31  | Атлантик-Сити, США      |            |
| Победа    | 4-2    | Андрей Капылов     | Единогласное решение судей              | M-1 Selection 2010. The Americas Round 3    | 7 августа 2010   | 3     | 5:00  | Атлантик-Сити, США      |            |
| Победа    | 3-2    | Мэтт Хопкинс       | Технический нокаут ударами руками       | M-1 Selection 2010. The Americas Round 2    | 26 июня 2010     | 1     | 1:56  | Атлантик-Сити, США      |            |
| Поражение | 2-2    | Крис Барнетт       | Технический нокаут ударами руками       | XFC 10: Night of Champions                  | 19 марта 2010    | 3     | 1:36  | Тампа, США              |            |
| Победа    | 2-1    | Шон Джордан        | Нокаут ударами руками                   | Atlas Fights: Cage Rage 2                   | 6 сентября 2009  | 1     | 0:51  | Билокси, США            |            |
| Поражение | 1-1    | Тони Джонсон       | Технический нокаут ударами руками       | G-Force Fights: Bad Blood 1                 | 6 ноября 2008    | 2     | 3:50  | Майами, США             |            |
| Победа    | 1-0    | Гино Тутера        | Единогласное решение судей              | Atomic Enterprizes                          | 6 сентября 2008  | 3     | 5:00  | Сарасота, США           |            |